# Spelyngochthonius grafittii
Spelyngochthonius grafittii är en spindeldjursart som beskrevs av Giulio Gardini 1994. Spelyngochthonius grafittii ingår i släktet Spelyngochthonius och familjen käkklokrypare. Inga underarter finns listade i Catalogue of Life.